# Cravera
Cravera là một chi bướm ngày thuộc họ Bướm nâu.